# Епархия Назаре
Епархия Назаре (лат. Dioecesis Nazarensis in Brasilia) — епархия Римско-Католической церкви с центром в городе Назаре-да-Мата, Бразилия. Епархия Назаре входит в митрополию Олинды-и-Ресифи. Кафедральным собором епархии Назаре является церковь Пресвятой Девы Марии.  

## История
2 августа 1918 года Римский папа Бенедикт XV издал буллу «Archidioecesis Olindensis et Recifensis», которой учредил епархию Назаре, выделив её из apxиепархии Олинды-и-Ресифи.

## Ординарии епархии
- епископ Riccardo Ramos de Castro Vilela (1919—1946)
- епископ Carlos Gouvêa Coelho (1948—1954)
- епископ João de Souza Lima (1955—1958)
- епископ Manuel Pereira da Costa (1959—1962)
- епископ Manuel Lisboa de Oliveira (1963—1986)
- епископ Jorge Tobias de Freitas (1986—2006)
- епископ Severino Batista de França (2007 — по настоящее время)

## Источник
- Annuario Pontificio, Ватикан, 2007